# 傑克遜·布朗
克萊德·傑克遜·布朗（Clyde Jackson Browne，1948年10月9日—）是一位美國搖滾歌手。 自1966年登臺演唱以來，布朗不僅在美國售出了近2000万專輯，也曾自己進行創作。2004年入選摇滚名人堂，洛杉磯的西方學院也曾授予他榮譽學士學位。

## 外部連結
- 官方网站
- 摇滚名人堂上的傑克遜·布朗
- Wilson & Alroy's reviews of Jackson Browne recordings （页面存档备份，存于）
- All Music Guide （页面存档备份，存于） Overview of Jackson Browne, including album reviews
- TED上的傑克遜·布朗
- C-SPAN內的頁面（英文）
- WorldCat 聯合目錄中傑克遜·布朗的著作或與之相關的著作